# Paraskeva Matieshina
Paraskeva Matieshina ou Paraskeva de Dmitrov (en russe : Параске́ва Матиешина), née le 28 octobre 1888 dans la région de Kamianets-Podilskyï et morte le 4 décembre 1953 à Dmitrov est une sainte vénérable soviétique.
Sa mémoire est commémorée le 23 novembre dans l'Église orthodoxe.

## Biographie
Paraskeva Matieshina serait née le 28 octobre 1888 dans la région de Kamianets-Podilskyï. Ses parents auraient été paysans et se seraient nommés Matrona et Fiodor. Selon les récits hagiographiques la concernant, elle aurait refusé d'arrêter de consommer du lait pendant le Grand Carême, alors qu'elle aurait été enfant, et aurait été malade jusqu'à ce qu'elle prie Dieu pour lui dire qu'elle arrêterait d'en consommer.
Elle aurait été une enfant pieuse, apprenant les chants religieux par cœur et les récitant à sa mère, en rentrant de l'église le dimanche. Elle aurait appris à lire avec la Bible, que son grand-père, nommé Abraham, lui aurait fait découvrir. Après la mort de son grand-père, de sa mère et de sa soeur, vers ses huit ans, elle doit prendre en charge une partie importante des tâches ménagères de la famille. Elle aurait chanté les Psaumes avec son père en allant travailler. 
Elle aurait souhaité rejoindre la vie monastique dès un jeune âge, ce qui aurait reçu la désapprobation de sa grand-mère, qui l'aurait jugée trop faible physiquement pour cette vie. Elle aurait alors tâché de se renforcer, par exemple en marchant avec des morceaux de bois dans ses chaussures. Dans le même temps, elle aurait reçu les avances d'un jeune homme, mais lui aurait déclaré qu'elle souhaitait suivre la voie monastique. Elle aurait convaincu ce prétendant à suivre une vie monastique à son tour, et il aurait été accepté, plus tard, dans la Communauté monastique du mont Athos. En 1907, elle aurait finalement reçu la bénédiction de sa grand-mère pour se diriger dans cette voie. Elle aurait alors quitté son domicile et marché à travers l'Empire pour rejoindre le monastère Theolin dans la région polonaise de Suwałki,. Avant de rejoindre le monastère, les récits hagiographiques notent qu'elle aurait reçu un rêve où elle aurait vu une icône et une voix lui disant : « Dans ce monastère, tu vivras ». Ne retrouvant pas l'icône en question dans le monastère Theolin, elle aurait choisi de changer de monastère pour se rendre à celui de Tourkovitchi,.
Pendant la Première Guerre mondiale, alors qu'elle aurait été encore novice, le monastère polonais dut être évacué et Matieshina se retrouva à Dmitrov,. Elle y aurait été tonsurée comme rassophore en 1921 et aurait servi comme enseignante dans une église locale. 
Elle serait morte le 4 décembre 1953 à Dmitrov, et y aurait été enterrée,.

## Célébrations
Elle est canonisée le 7 décembre 2000 par le saint Synode de l'Eglise orthodoxe russe. Certaines de ses reliques se trouveraient dans le couvent russe saint Innocent de l'Extrême-Orient.
Sa mémoire est commémorée le 23 novembre dans l'Église orthodoxe,.